# Isn't She Lovely
Isn't She Lovely è una canzone scritta e originariamente interpretata da Stevie Wonder, per il suo album del 1976 Songs in the Key of Life. Nel brano Wonder celebra la nascita di sua figlia Aisha. La canzone inizia con la registrazione di un pianto della bambina. Benché il brano abbia avuto notevole popolarità, e sia tutt'oggi considerato uno dei più importanti della discografia di Stevie Wonder, esso fu pubblicato solo come singolo promozionale e quindi non poté mai entrare in alcuna classifica.